# Stazione di Sanggal
Sanggal (상갈역 - 上葛驛, Sanggal-lyeok ) è una stazione ferroviaria servita dalla linea Bundang della Korail. La stazione si trova nel quartiere di Giheung-gu, a Yongin, città della regione del Gyeonggi-do, in Corea del Sud.

## Linee
Korail
■ Linea Bundang (Codice: K238)

## Struttura
La stazione è realizzata in sotterranea, con due marciapiedi laterali e due binari passanti, protetti da porte di banchina. 
| 1 | ■ Linea Bundang | per Mangpo e Suwon                        |
| 2 | ■ Linea Bundang | per Giheung, Suseo, Seolleung e Wangsimni |

## Stazioni adiacenti
| «                            | Servizio      | »                 |
| Linea Bundang                | Linea Bundang | Linea Bundang     |
| ---------------------------- | ------------- | ----------------- |
| K237 Giheung                 | Locale        | Cheongmyeong K239 |
| I treni espressi non fermano |               |                   |